# Мошарафа, Али Мустафа
Али Мустафа Мошарафа (Мушарафа, араб. على مصطفى مشرفة‎; 11 июля 1898 — 16 января 1950) — египетский физик-теоретик. Профессор прикладной математики и первый декан факультета естественных наук Каирского университета. Занимался квантовой теорией и теорией относительности. 

## Биография

### Молодые годы
Был самым юным, но также и самым успевающим учеником в классе. Своё свидетельство о среднем образовании он получил в 1910 году, заняв первое место в стране. В возрасте 16 лет он получил степень бакалавра (в 1914 году), став самым молодым выпускником на тот момент. Он предпочёл поступить в педагогический колледж (который окончил в 1917 году), а не на считавшиеся престижными медицинский или инженерный факультеты из-за своего глубокого интереса к математике.
За успехи в математике отправлен Министерством образования Египта в Англию, где он получил степень бакалавра наук (с отличием) в Ноттингемском университете в 1920 году. Египетский университет согласился предоставить Мошарафе еще одну стипендию для завершения его докторской диссертации. Во время своего пребывания в Лондоне активно публиковался в известных научных журналах. В 1923 году получил степень доктора философии в Королевском колледже Лондона в кратчайшие сроки, разрешенные тамошними правилами. В 1924 году, когда Мошарафа был удостоен степени доктора наук, он стал первым египтянином, получившим такую степень. 

### Академическая карьера
Начав преподавать в Высшем педагогическом колледже Каирского университета, был адъюнкт-профессором математики на факультете естественных наук, поскольку ему не исполнилось 30 лет — минимального возраста, необходимого для занятия должности профессора. В 1926 году вопрос присвоения ему профессора было поднят в парламенте под председательством Саада Заглула. Парламент высоко оценил его квалификацию и заслуги, превосходившие английского декана факультета, и он был произведён в профессора. 
Он был первым египетским профессором прикладной математики на факультете естественных наук и стал деканом факультета в 1936 году, в возрасте 38 лет. Он оставался в должности декана факультета естественных наук до своей смерти в 1950 году.

## Научные достижения
В 1920—1930-х годах он изучал уравнения Максвелла и специальную теорию относительности и вёл переписку с Альбертом Эйнштейном. 
Мошарафа опубликовал 25 оригинальных статей в известных научных журналах по квантовой теории, теории относительности и связи между излучением и веществом. Его перу принадлежат порядка дюжины научных книг по теории относительности и математике. Его книги по теории относительности были переведены на английский, французский, немецкий и польский языки. Сам он перевёл на арабский язык 10 книг по астрономии и математике.
Мошарафа интересовался историей науки, особенно изучением вклада учёных мусульманского Ближнего Востока в средние века. В сотрудничестве со своим учеником М. Мурси Ахмадом он издал классическую книгу аль-Хорезми «Китаб аль-джебр ва-ль-мукабала».
Наконец, в сферу его интересов также входила связь между музыкой и математикой; сам учёный был соучредителем египетского общества любителей музыки в 1945 году.

## Общественно-политические взгляды
Профессор Мошарафа был одним из первых египетских деятелей, призывавших к социальным реформам и развитию на основе научных исследований. Будучи заинтересован в распространении научных знаний среди народа, он занимался популяризацией науки, написал несколько доступных широкой аудитории статей и книг. Кроме того, он поощрял переводы научной литературы на арабский язык. Он участвовал в написании арабской научной энциклопедии и книг по научному наследию арабских учёных. Он был против военного применения атомной энергии и предостерегал от использования науки как средства разрушения.

## Признание
- Король Фарук даровал ему титул «Паша», но учёный отказался, заявив, что нет звания более почётного, чем степень доктора наук.
- Его именем названы лаборатория и аудитория на факультете естественных наук Каирского университета.
- Его семья инициировала ежегодную премию, которая вручается самому способному в математике ученику.
- В 1947 году Институт перспективных исследований пригласил Мошарафа присоединиться к нему в качестве приглашенного профессора в Принстонском университете, но египетский король не дал на это разрешение.
- В честь его и Исаака Ньютона назван Фонд Ньютона-Мошарафа.